# 코덱스 시나이티쿠스

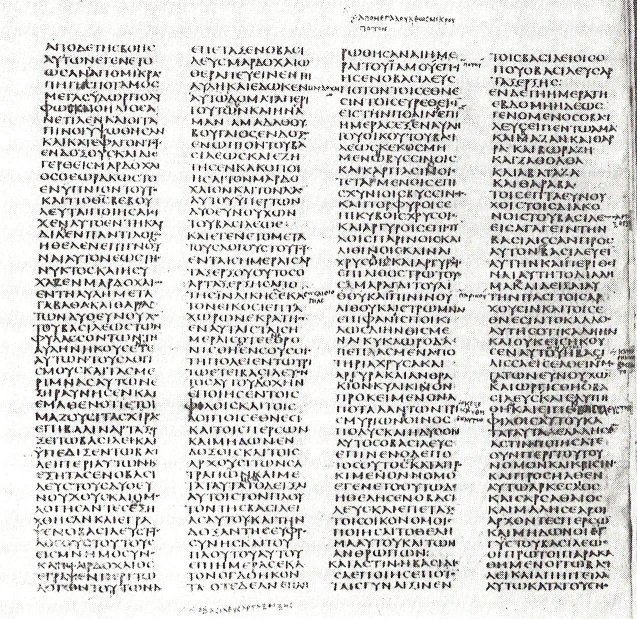
시나이티쿠스 본문.

코덱스 시나이티쿠스(영어: Codex Sinaiticus, 히브리어: קודקס סינאיטיקוס, 그리스어: Σιναϊτικός Κώδικας) 또는 시나이 사본은 4대 본문 가운데 하나로 세계에서 가장 오래된 신약성경이다. 손으로 베껴 쓴 고대의 그리스어 성경이다. 이 사본은 알렉산드리아 사본, 바티칸 사본 등과 함께 가치있는 역사적 보물로 간주된다. 19세기 시나이반도의 성 카테리나 수도원에서 발견되었으며, 4개의 도서관에 흩어져 있지만 대부분의 원고는 런던의 대영 도서관에 보관되어 공개 전시되고 있다.

## 같이 보기
- 코덱스 바티카누스